# Dasophrys montanus
Dasophrys montanus là một loài ruồi trong họ Asilidae. Dasophrys montanus được Londt miêu tả năm 1981. Loài này phân bố ở vùng nhiệt đới châu Phi.